# Let's Get It Started
Singles de The Black Eyed Peas
Hey Mama
(2004) Don't Phunk with My Heart
(2005)
Let's Get It Started est une chanson du groupe américain The Black Eyed Peas extraite de leur troisième album studio Elephunk. Le titre est sorti en tant que quatrième et dernier single de l'album le 22 juin 2004. La chanson a été écrite par William Adams, Allan Pineda, Jaime Gomez, Terence Yoshiaki, Michael Fratantuno, George Pajon, Jr. et produite par will.i.am. La chanson est initialement apparue sur l'album sous le titre Let's Get Retarded. La chanson interpole une partie de la base instrumentale de "Wannabe", célèbre chanson de Spice Girls (1996).

## Classement hebdomadaire
| Classement (2004-2005)                  | Meilleure position |
| --------------------------------------- | ------------------ |
| Allemagne (Media Control AG)            | 18                 |
| Australie (ARIA)                        | 2                  |
| Autriche (Ö3 Austria Top 40)            | 18                 |
| Belgique (Flandre Ultratop 50 Singles)  | 22                 |
| Belgique (Wallonie Ultratop 50 Singles) | 24                 |
| Canada (Hot 100)                        | 2                  |
| Danemark (Tracklisten)                  | 17                 |
| États-Unis (Hot 100)                    | 21                 |
| États-Unis (Pop Airplay)                | 4                  |
| États-Unis (Adult Pop Songs)            | 29                 |
| France (SNEP)                           | 7                  |
| Hongrie (Dance Top 40)                  | 1                  |
| Italie (FIMI)                           | 12                 |
| Nouvelle-Zélande (RMNZ)                 | 6                  |
| Pays-Bas (Nederlandse Top 40)           | 11                 |
| Royaume-Uni (UK Singles Chart)          | 11                 |
| Tchéquie (IFPI Rádio)                   | 7                  |
| Suisse (Schweizer Hitparade)            | 13                 |